# 内田裕也とザ・フラワーズ
内田裕也とザ・フラワーズは、1967年に結成されたグループ・サウンズ、ニュー・ロックのバンド。1970年にメンバー再編でフラワー・トラベリン・バンドヘ展開した。

## メンバー
- 内田裕也（ボーカル、司会）
- 麻生レミ（ボーカル、ギター）またはソロ歌手麻生京子　元ブルー・ファイヤー[1]。
- 小林勝彦（エレキ・ペダル・スティール・ギター）元キャシー五月とザ・レインジャーズ。
- 奥ススム（奥進）（リード・ギター、ボーカル）のちファミリー・ミュージック・ストア[2][3]
- 橋本健（ベース）
- 和田ジョージ（和田丈二）（ドラムス）
- 千葉ひろし（ボーカル）※1968年7月脱退。
- 中村ケント（ボーカル）※千葉に代わって加入→1969年6月脱退。
- ジョー・アキラ（ボーカル）※中村に代わって加入、元491（フォー・ナイン・エース）。
- 石間秀樹（ギター）元ザ・ビーバーズ。

## 概要
1967年11月結成。1967年11月26日新宿ACBでデビュー、プロダクションは芸映に所属した。
渡辺プロダクションを辞した内田裕也が約3ヶ月の欧州旅行中に見たロンドンでのジミ・ヘンドリックスなどの最新音楽体験、その影響感覚を持ち込み、帰国後に結成したグループ。自身の名「内田裕也」を冠するが洋行前に抱いた構想、プロデューサー、コンポーザー志望から演奏面はコーラスなど、おもにMCなど一歩控えた立場で参加していた。
都内の銀座ACB、サンダーバード、アストロ、新宿ゴーゴーACBといったジャズ喫茶、ゴーゴークラブを中心に活動する。1968年5月、8月の日劇ウェスタン・カーニバル参加、8月の公演ではジェファーソン・エアプレーンの「ホワイト・ラビット」をメンバーの一人が持つ蝋燭の灯火の中で演奏、また別のステージでは剣と盾を持ち構える人物を置いて演奏するなど、「サイケデリック」を演出したが、ディスコでは踊れない、馴染みの薄いサイケデリック楽曲演奏で不興を買ったりもした。
レコード・デビューについては、1967年末に加瀬邦彦（ワイルド・ワンズ）作曲の「愛するアニタ」をレコーディングしたがお蔵入りになり、翌年に現代音楽家・一柳慧作曲で横尾忠則らのコラボレーション・アルバム「オペラ横尾忠則を歌う」に参加、日活映画のサウンドトラックス制作、演奏で出演する。
1968年中頃、日本コロムビアと契約する。内田が自由にレーベル不干渉のアルバムを一枚制作する代わりに、井上忠夫によるジャッキー吉川とブルー・コメッツが発売を見送った2曲と他の楽曲と併せたそれぞれ2枚のシングル盤で制作発売することが条件となった。
アルバム制作が実現するまでに「源氏物語を（ロック）アルバム化するのが夢だ」とも内田は語っていたが出来上がったアルバムは一曲がオリジナル（「左足の男」）、他は英米ロックのカバー曲で占められ、後年「当時はそれがフラワーズの実力（限界）だった。」と述懐している。
「最先端のロック」を標榜したにもかかわらず、2枚のシングルは歌謡曲調であり、エド山口は後年、「サイケデリック・サウンドと称してフット・ボリューム（ワウペダル)使う程度だった。」と評した。シングルの「フラワー・ボーイ」でアレンジをタートルズのフォーク・ロックに倣る模索が見られるが「ファンタジック・ガール」のイントロでみられるギター演奏などは、輸入楽器やエフェクターなど機器が行き渡っていなかった時代の創意工夫のたまもので、電気化したペダル・スティール・ギターによるサイケデリック・ギター演奏などは、欧米のロック・バンドに比べ決して遜色あるものではない。
その後中村ケントが脱退し、シングル「ファンタジック・ガール」が発売された頃に代わってジョー・アキラが参加。しかし1970年、東京ヤングメイツで行われた実況録音（のち東芝から発売）後に麻生レミと小林勝彦がそれぞれ渡米を決意し脱退、石間秀樹を加えステージ・ワークをこなし、やがて石間秀樹、ジョー・アキラ（ジョー山中）、和田ジョージを残し上月ジュン（元タックスマン)を加え内田裕也はプロデュースを担当、1970年春にフラワー・トラベリン・バンドと改名し再出発した。

## ディスコグラフィー

### シングル
- ラスト・チャンス(詞 橋本淳・曲　井上忠夫）／フラワー・ボーイ(詞 橋本淳・曲筒美京平）1969年1月25日発売（日本コロムビア/LL-10082-J）
- ファンタジック・ガール(詞 橋本淳・曲 井上忠夫）／夜霧のトランペット(詞 橋本淳・曲 筒美京平）1969年11月発売　（日本コロムビア/LL-10115-J）

### アルバム
- LP「Challenge!」1969年7月発売 （日本コロムビア/YS-10063J）

ふたりだけで/イントルーダー/サマータイム/うれしい気持ち/グリージーハート/ヘイジョー/ホワイトルーム/左足の男/心のカケラ/ストーンフリー
- CD「Challenge!」1991年3月1日発売（日本コロムビア/COCA-7252）
- CD「Challenge!」2007年9月26日発売（日本コロムビア/COCP-51050）

※シングル3曲ラスト・チャンス/フラワー・ボーイ/夜霧のトランペットと未発表曲2曲追加 ファイアー/ファイヴ・トゥ・ワン

### オムニバス
- LP「オペラ横尾忠則を歌う」作曲編曲/一柳慧/横尾忠則　1969年9月（THE END/日本ミュージカラーTY1001～2）
- CD「オペラ横尾忠則を歌う」一柳慧/横尾忠則（BRIDGE-028-031）※再発盤
- LP「ROCK'N'ROLL　JAM'70」1970年4月5日（東芝エクスプレスEP-7744-5）於東京ヤングメイツ、モップス、ゴールデン・カップス、内田裕也とフラワーズ、ハプニングス・フォーの実況録音　オール・イズ・ロンリネス、ピース・オブ・マイ・ハート、ユー・ショック・ミー、コズミック・ブルース　※のちに1枚に編集したものが再発された
- CD「カルトGSコレクション　コロンビア編 Vol.1」1994年3月1日（日本コロムビア　COCA11510)※黒沢進監修シリーズ[11]　フラワー･ボーイ/夜霧のトランペット
- CD「カルトGSコレクション　コロンビア編 Vol.2」1994年3月1日（日本コロムビア　COCA11511)ファンタジック・ガール[12]
- CD「カルトGSコレクション　コロンビア編 Vol.3」1994年3月1日（日本コロムビア　COCA11512)ラスト・チャンス
- CD「ROCK'N'ROLL　JAM'70」1994年12月14日（東芝EMI　TOCT-8720,-21)※再発盤
- CD「the new tastement of G.S. sources」2000年8月23日（ポリスター　PSCR-5891）恋のつむじ風（インストロメンタル）/サイケデリック・フラワーズ（＝ウィ・アー・フラワーズ）
- CD「カルトGSコレクション・日活編～麻生レミ・フラワーズ　2006年9月23日（ウルトラ・ヴァイヴ/Solid　CDSOL-1145）　　ラスト・チャンス/ウィ・アー・フラワーズ（＝サイケデリック・フラワーズ）/君恋し/PS-102-2 DISCOTIQUE 以上フラワーズ　　　/つかの間の恋人たち/愛の真実/あきらめ　以上　麻生レミ、ソロ
- CD「GSガレージ・パラダイス」2013年12月18日（日本コロムビ　COCP-38371）ラスト・チャンス/ファンタジック・ガール

### 映画音楽
- 「あゝひめゆりの塔」日活1968年9月封切

## 映画出演
- 「コント55号 世紀の大弱点」1968年11月2日封切　「ラスト・チャンス」、「不明曲（歌:内田裕也）」演奏、鹿山久夫役・内田裕也
- 「恋のつむじ風」日活1969年3月封切　「ラスト・チャンス」演奏、「ウィ・アー・フラワーズ」演奏、「恋のつむじ風」（ボーカル・劇中曲）フラワーズ　　ボーカル、「つかの間の恋人たち」、「愛の真実」、「あきらめ」麻生レミ　ソロボーカル

- 「無頼 殺せ」日活1969年3月封切　「君恋し」演奏※フランク永井カバー。他挿入曲「相思樹の詩」※インストロメンタル・カバー、「PS-102-2 DISCOTIQUE」